# Bruno Gabriel Soares
Bruno Gabriel Soares (Belo Horizonte, 21 agosto 1988) è un calciatore brasiliano, difensore del Rot Weiss Ahlen.

## Carriera

### Club
Ha giocato dal 2009 al 2015 in Germania, vestendo la maglia del Duisburg prima e Fortuna Düsseldorf poi, collezionando 111 presenze e 5 gol in Zweite Liga.

## Palmarès

### Club

#### Competizioni nazionali
- Campeonato Brasileiro Série B: 1

Coritiba: 2007
- Coppa del Kazakistan: 1

Qaýrat: 2015
- Supercoppa del Kazakistan: 1

Qaýrat: 2016

#### Competizioni statali
- Campionato Paranaense: 1

Coritiba: 2008